# Campionati tedeschi di sci alpino 2019
I Campionati tedeschi di sci alpino 2019 si sono svolti a Garmisch-Partenkirchen dal 19 al 24 marzo. Il programma ha incluso gare di discesa libera, supergigante, slalom gigante, slalom speciale e combinata, tutte sia maschili sia femminili.
Trattandosi di competizioni valide anche ai fini del punteggio FIS, vi hanno partecipato anche sciatori di altre federazioni, senza che questo consentisse loro di concorrere al titolo nazionale tedesco. 

## Risultati

### Uomini

#### Discesa libera
| Pos. | Atleta            | Nazione  | Tempo   |
| ---- | ----------------- | -------- | ------- |
| 1    | Josef Ferstl      | Germania | 58,61   |
| 2    | Dominik Schwaiger | Germania | 58,80   |
| 3    | Christopher Hörl  | Moldavia | 59,04   |
| 4    | Christof Brandner | Germania | 59,20   |
| 5    | Manuel Schmid     | Germania | 59,31   |
| 6    | Klaus Brandner    | Germania | 59,46   |
| 7    | Simon Jocher      | Germania | 59,62   |
| 8    | Linus Straßer     | Germania | 59,66   |
| 9    | Paweł Babicki     | Polonia  | 59,91   |
| 10   | Bastian Meisen    | Germania | 1:00,07 |

Data: mercoledì 20 marzo 2019

Località: Garmisch-Partenkirchen

Ore: 10.00 (UTC+1)

Pista: 

Partenza: 1 690 m s.l.m.

Arrivo: 1 188 m s.l.m.

Dislivello: 502 m

Tracciatore: Christian Schwaiger

#### Supergigante
| Pos. | Atleta            | Nazione       | Tempo   |
| ---- | ----------------- | ------------- | ------- |
| 1    | Dominik Schwaiger | Germania      | 1:05,47 |
| 2    | Otmar Striedinger | Austria       | 1:05,55 |
| 3    | Klaus Brandner    | Germania      | 1:05,85 |
| 4    | Josef Ferstl      | Germania      | 1:05,92 |
| 5    | Bastian Meisen    | Germania      | 1:06,20 |
| 6    | Simon Jocher      | Germania      | 1:06,24 |
| 7    | Linus Straßer     | Germania      | 1:06,45 |
| 7    | Anton Tremmel     | Germania      | 1:06,45 |
| 9    | Ian Gut           | Liechtenstein | 1:06,79 |
| 10   | Lukas Wasmeier    | Germania      | 1:06,93 |

Data: giovedì 21 marzo 2019

Località: Garmisch-Partenkirchen

Ore: 10.00

Pista: 

Partenza: 1 690 m s.l.m.

Arrivo: 1 190 m s.l.m.

Dislivello: 500 m

Tracciatore: Hannes Wagner

#### Slalom gigante
| Pos. | Atleta              | Nazione       | Tempo   |
| ---- | ------------------- | ------------- | ------- |
| 1    | Bastian Meisen      | Germania      | 2:04,57 |
| 2    | Alexander Schmid    | Germania      | 2:04,83 |
| 3    | Benedikt Staubitzer | Germania      | 2:05,38 |
| 3    | Jonas Stockinger    | Germania      | 2:05,38 |
| 5    | Anton Tremmel       | Germania      | 2:05,41 |
| 6    | Fritz Dopfer        | Germania      | 2:05,48 |
| 7    | Fabian Gratz        | Germania      | 2:05,87 |
| 8    | Ian Gut             | Liechtenstein | 2:06,25 |
| 9    | Nikolaus Pföderl    | Germania      | 2:06,34 |
| 10   | Paul Sauter         | Germania      | 2:06,41 |

Data: sabato 23 marzo 2019

Località: Garmisch-Partenkirchen

1ª manche:

Ore: 9.15 (UTC+1)

Pista: 

Partenza: 1 490 m s.l.m.

Arrivo: 1 188 m s.l.m.

Dislivello: 302 m

Tracciatore: Albert Doppelhofer

2ª manche:

Ore: 11.15 (UTC+1)

Pista: 

Partenza: 1 490 m s.l.m.

Arrivo: 1 188 m s.l.m.

Dislivello: 302 m

Tracciatore: H. Walner

#### Slalom speciale
| Pos. | Atleta             | Nazione  | Tempo   |
| ---- | ------------------ | -------- | ------- |
| 1    | Dominik Stehle     | Germania | 1:35,99 |
| 2    | Anton Tremmel      | Germania | 1:36,47 |
| 3    | Linus Straßer      | Germania | 1:36,69 |
| 4    | Fritz Dopfer       | Germania | 1:36,91 |
| 5    | Nikolaus Pföderl   | Germania | 1:36,71 |
| 6    | Adrian Meisen      | Germania | 1:36,86 |
| 7    | Julian Rauchfuß    | Germania | 1:37,05 |
| 8    | Fabian Himmelsbach | Germania | 1:37,22 |
| 9    | Lukas Dick         | Germania | 1:38,44 |
| 10   | Anton Grammel      | Germania | 1:39,99 |

Data: domenica 24 marzo 2019

Località: Garmisch-Partenkirchen

1ª manche:

Ore: 

Pista: 

Partenza: 950 m s.l.m.

Arrivo: 760 m s.l.m.

Dislivello: 190 m

Tracciatore: Andreas Omminger

2ª manche:

Ore: 

Pista: 

Partenza: 950 m s.l.m.

Arrivo: 760 m s.l.m.

Dislivello: 190 m

Tracciatore: Daniel Fischer

#### Combinata
| Pos. | Atleta             | Nazione       | Tempo   |
| ---- | ------------------ | ------------- | ------- |
| 1    | Linus Straßer      | Germania      | 1:50,87 |
| 2    | Anton Tremmel      | Germania      | 1:51,11 |
| 3    | Lukas Wasmeier     | Germania      | 1:51,28 |
| 4    | Bastian Meisen     | Germania      | 1:51,34 |
| 5    | Fabian Himmelsbach | Germania      | 1:51,84 |
| 6    | Christof Brandner  | Germania      | 1:51,94 |
| 7    | Ian Gut            | Liechtenstein | 1:52,36 |
| 8    | Georg Hegele       | Germania      | 1:52,50 |
| 9    | Nikolaus Pföderl   | Germania      | 1:52,58 |
| 10   | Linus Witte        | Germania      | 1:53,03 |

Data: giovedì 21 marzo 2019

Località: Garmisch-Partenkirchen

1ª manche:

Ore: 11.45

Pista: 

Partenza: 1 690 m s.l.m.

Arrivo: 1 190 m s.l.m.

Dislivello: 500 m

Tracciatore: Hannes Wagner

2ª manche:

Ore: 11.20

Pista: 

Partenza: 

Arrivo: 

Dislivello: 

Tracciatore: S. Schmid

### Donne

#### Discesa libera
| Pos. | Atleta                     | Nazione  | Tempo   |
| ---- | -------------------------- | -------- | ------- |
| 1    | Kira Weidle                | Germania | 1:01,42 |
| 2    | Patrizia Dorsch            | Germania | 1:02,01 |
| 3    | Ann-Katrin Magg            | Germania | 1:02,07 |
| 4    | Anna Schillinger           | Germania | 1:02,08 |
| 5    | Sophia Eckstein            | Germania | 1:02,23 |
| 6    | Marlene Schmotz            | Germania | 1:02,26 |
| 7    | Nadine Kapfer              | Germania | 1:02,41 |
| 8    | Carina Stuffer             | Germania | 1:02,51 |
| 9    | Katrin Hirtl-Stanggaßinger | Germania | 1:02,62 |
| 10   | Veronique Hronek           | Germania | 1:02,70 |

Data: mercoledì 20 marzo 2019

Località: Garmisch-Partenkirchen

Ore: 9.45 (UTC+1)

Pista: 

Partenza: 1 690 m s.l.m.

Arrivo: 1 188 m s.l.m.

Dislivello: 502 m

Tracciatore: Andreas Fürbeck

#### Supergigante
| Pos. | Atleta             | Nazione  | Tempo    |
| ---- | ------------------ | -------- | -------- |
| 1    | Nadine Fest        | Austria  | 1:08,20  |
| 2    | Patrizia Dorsch    | Germania | 1:08,68  |
| 3    | Kira Weidle        | Germania | 1:08,74  |
| 4    | Veronique Hronek   | Germania | 1:08,950 |
| 5    | Karoline Pichler   | Italia   | 1:09,07  |
| 6    | Marlene Schmotz    | Germania | 1:09,23  |
| 7    | Teresa Runggaldier | Italia   | 1:09,28  |
| 8    | Carolin Lippert    | Germania | 1:09,75  |
| 9    | Andrea Filser      | Germania | 1:09,80  |
| 10   | Laura Pirovano     | Italia   | 1:10,05  |

Data: giovedì 21 marzo 2019

Località: Garmisch-Partenkirchen

Ore: 9.30

Pista: 

Partenza: 1 690 m s.l.m.

Arrivo: 1 190 m s.l.m.

Dislivello: 500 m

Tracciatore: Hannes Wagner

#### Slalom gigante
| Pos. | Atleta            | Nazione     | Tempo   |
| ---- | ----------------- | ----------- | ------- |
| 1    | Nadine Fest       | Austria     | 2:09,20 |
| 2    | Veronique Hronek  | Germania    | 2:09,57 |
| 3    | Marlene Schmotz   | Germania    | 2:10,13 |
| 4    | Nora Brand        | Germania    | 2:11,21 |
| 4    | Alex Tilley       | Regno Unito | 2:11,21 |
| 6    | Martina Ostler    | Germania    | 2:11,70 |
| 7    | Martina Willibald | Germania    | 2:12,01 |
| 8    | Patrizia Dorsch   | Germania    | 2:12,24 |
| 9    | Andrea Filser     | Germania    | 2:12,41 |
| 10   | Kira Weidle       | Germania    | 2:12,55 |

Data: domenica 24 marzo 2019

Località: Garmisch-Partenkirchen

1ª manche:

Ore: 9.15 (UTC+1)

Pista: 

Partenza: 1 490 m s.l.m.

Arrivo: 1 188 m s.l.m.

Dislivello: 302 m

Tracciatore: M. Lenz

2ª manche:

Ore: 11.00 (UTC+1)

Pista: 

Partenza: 1 490 m s.l.m.

Arrivo: 1 188 m s.l.m.

Dislivello: 302 m

Tracciatore: Stefan Kermer

#### Slalom speciale
| Pos. | Atleta            | Nazione  | Tempo   |
| ---- | ----------------- | -------- | ------- |
| 1    | Lena Dürr         | Germania | 1:42,84 |
| 2    | Jessica Hilzinger | Germania | 1:43,24 |
| 3    | Luisa Mangold     | Germania | 1:44,52 |
| 4    | Martina Ostler    | Germania | 1:44,88 |
| 5    | Franziska Berger  | Germania | 1:45,11 |
| 6    | Anna Schillinger  | Germania | 1:46,06 |
| 7    | Andrea Filser     | Germania | 1:46,47 |
| 8    | Carolin Lippert   | Germania | 1:46,69 |
| 9    | Nadine Kapfer     | Germania | 1:47,49 |
| 10   | Paula Flamm       | Germania | 1:47,57 |

Data: sabato 23 marzo 2019

Località: Garmisch-Partenkirchen

1ª manche:

Ore: 

Pista: 

Partenza: 950 m s.l.m.

Arrivo: 750 m s.l.m.

Dislivello: 200 m

Tracciatore: Robert Krumbacher

2ª manche:

Ore: 

Pista: 

Partenza: 950 m s.l.m.

Arrivo: 750 m s.l.m.

Dislivello: 200 m

Tracciatore: Josef Steckermeier

#### Combinata
| Pos. | Atleta            | Nazione  | Tempo   |
| ---- | ----------------- | -------- | ------- |
| 1    | Patrizia Dorsch   | Germania | 1:56,12 |
| 2    | Carolin Lippert   | Germania | 1:57,29 |
| 3    | Kira Weidle       | Germania | 1:57,38 |
| 4    | Jessica Hilzinger | Germania | 1:57,40 |
| 5    | Lucy Margreiter   | Germania | 1:57,50 |
| 6    | Martina Willibald | Germania | 1:57,56 |
| 7    | Andrea Filser     | Germania | 1:57,75 |
| 8    | Sophia Eckstein   | Germania | 1:57,77 |
| 9    | Carina Stuffer    | Germania | 1:58,73 |
| 10   | Paulina Schlosser | Germania | 1:58,98 |

Data: giovedì 21 marzo 2019

Località: Garmisch-Partenkirchen

1ª manche:

Ore: 11.15

Pista: 

Partenza: 1 690 m s.l.m.

Arrivo: 1 190 m s.l.m.

Dislivello: 500 m

Tracciatore: Hannes Wagner

2ª manche:

Ore: 11.15

Pista: 

Partenza: 

Arrivo: 

Dislivello: 

Tracciatore: S. Schmid